# Killing Season
Killing Season (bra: Temporada de Caça; prt: Killing Season - Temporada de Caça) é um filme produzido nos Estados Unidos em 2013, escrito por Evan Daugherty e dirigido por Mark Steven Johnson. O filme mostra a luta pessoal entre um americano e um servio veteranos da Guerra da Bósnia. A trama é ambientada nos Montes Apalaches, onde os dois travam um jogo de vida ou morte.

## Sinopse
Na história, Benjamin Ford (Robert De Niro), coronel aposentado do exército americano vive numa cabana distante, isolado da civilização, mas a paz do lugar é abalada quando um turista europeu Emil Kovac (John Travolta, com um sotaque sérvio) durante uma viagem de caça. aparece, e os dois começam uma inusitada amizade. Porém, o recém-chegado é um soldado sérvio que procura por vingança e irá iniciar uma caçada ao veterano, uma guerra psicológica.

## Elenco
| Ator/Atriz       | Personagem    |
| ---------------- | ------------- |
| Robert De Niro   | Benjamin Ford |
| John Travolta    | Emil Kovac    |
| Milo Ventimiglia | Chris Ford    |
| Elizabeth Olin   | Sarah Ford    |
| Diana Lyubenova  | Elena         |